# Qualificazioni alla Coppa delle nazioni africane 2017 - Gruppo G

## Classifica
| Pos. | Squadra      | Pt | G | V | N | P | GF | GS | DR |
| ---- | ------------ | -- | - | - | - | - | -- | -- | -- |
| 1.   | Egitto       | 10 | 4 | 3 | 1 | 0 | 7  | 1  | +6 |
| 2.   | Nigeria      | 5  | 4 | 1 | 2 | 1 | 2  | 2  | 0  |
| 3.   | Tanzania     | 1  | 4 | 0 | 1 | 3 | 0  | 6  | -6 |
| 4.   | Ciad (rit.)* | 0  | 0 | 0 | 0 | 0 | 0  | 0  | 0  |

- Il Ciad si è ritirato dalla competizione il 27 marzo. Tutti i risultati delle partite che lo avevano coinvolto sono stati annullati.

## Risultati
| Arbitro: | Ibrahim Mamane |

|                       |           |  |
| Salami 62’ Ighalo 79’ | Marcatori |  |

| Arbitro: | Bamlak Tessema Weyesa |

|                               |           |  |
| Rabia 60’ Morsi 65’ Salah 69’ | Marcatori |  |

| Dar es Salaam 5 settembre 2015, ore 16:30 UTC+3 | Tanzania         | 0 – 0 referto | Nigeria | National Stadium\| Arbitro: \| Louis Hakizimana \| |
| Arbitro:                                        | Louis Hakizimana |               |         |                                                    |

| Arbitro: | Bienvenu Sinko |

|            |           |                                          |
| Haroun 38’ | Marcatori | 2’, 25’, 62’ Morsi 40’ Salah 56’ Kahraba |

| Arbitro: | Ndala Ngambo |

|  |           |             |
|  | Marcatori | 30’ Samatta |

| Arbitro: | Janny Sikazwe |

|           |           |             |
| Etebo 60’ | Marcatori | 90+1’ Salah |

| 28 marzo 2016, ore 16:00 UTC+3 | Tanzania | – referto | Ciad |  |

| Arbitro: | Daniel Bennett |

|           |           |  |
| Sobhy 65’ | Marcatori |  |

| 3 giugno 2016 | Ciad | – referto | Nigeria |  |

| Arbitro: | Eric Otogo-Castane |

|  |           |                |
|  | Marcatori | 44’, 59’ Salah |

| 2 settembre 2016 | Egitto | – referto | Ciad |  |

| Arbitro: | Mehdi Abid Charef |

|               |           |  |
| Iheanacho 79’ | Marcatori |  |